# El cadáver insepulto
El cadáver insepulto es una película de Argentina filmada en colores dirigida por Alejandro Cohen Arazi sobre su propio guion  que se estrenó el 3 de diciembre de 2020 y que tuvo como actores principales a Mirta Busnelli y Sergio Dioguardi.

## Sinopsis
Maximiliano, un psiquiatra que fue criado junto con otros niños por un poderoso hombre de campo, dueño de un matadero, en un pueblo bonaerense alejado de la gran ciudad, recibe la noticia de que esa persona había fallecido. Duda si viajar, pero lo decide una promesa que podría mejorar su situación financiera.

## Reparto
Colaboraron en la película los siguientes intérpretes:
- Demián Salomón como Maximiliano Espósito
  - Juan Pablo Cestaro como Maximiliano joven
- Héctor Alba como Héctor
- Fernando Miasnik como Juan Manuel
- Mirta Busnelli como La Sacerdotisa
- Sergio Dioguardi como Oscar
- Sebastián Mogordoy como Javier
- Pablo Palacio como Aldo Ventura
- Carolina Marcovsky como Anita
- Diego Recalde

## Comentario
Diego Brodersen en Página 12 opinó:

”… va construyéndose como una particular apropiación campera del folk horror… uno de los hermanos de Maximiliano, heredero de la finca y los negocios, se resiste a enterrar al pater familias, quien permanece sentado frente a una mesa llena de alimentos, tal y cómo falleció. A partir de ese momento, más allá de los flashbacks que remiten a una infancia plagada de traumas, la historia describe una extraña y sangrienta configuración patriarcal, donde una salida de caza o el típico asado dominguero al aire libre se transforman en metáforas de costumbres mucho menos civilizadas. Hay una subtrama romántica que se revela esencial, un misterio oculto en el bosque y una excéntrica mujer que tiene un rol importantísimo durante el desenlace en plan autoconscientemente desbordado…Sin llegar a brillar, El cadáver insepulto es un rendidor relato de horrores realistas en el cual la tradición, la familia y la propiedad son los polos de irradiación de las prácticas más aberrantes.”